# Jeon Ji-yoon
Jeon Ji-yoon (전지윤?, Jeon Ji-yunLR, Chŏn Chi-yunMR; Suwon, 15 ottobre 1990) è una cantante e rapper sudcoreana.
Dal 2009 è un ex-membro del girl group idol 4Minute. Nel 2013 prende parte alla nascita della sotto-unità 2Yoon assieme a Ga-yoon.